# Sage Stallone
Sage Moonblood Stallone (Los Angeles, 1976. május 5. –‎ Studio City, 2012. július 13.) amerikai színész, filmrendező, producer és forgatókönyvíró.
Színészként az 1990-es években vált ismertté az apja, Sylvester Stallone főszereplésével készült Rocky V. (1990) és Daylight – Alagút a halálba (1996) című filmekben.

## Családja és magánélete
Los Angelesben született Sasha Czack és Sylvester Stallone legidősebb fiaként. Seargeoh Stallone bátyja, Sistine, Sophia és Scarlet Stallone féltestvére. Családtagjai közül sokan szintén a szórakoztatóiparban tevékenykednek: nagybátyja a színész-énekes Frank Stallone, nagyanyja pedig Jackie Stallone. Mostohaanyja Jennifer Flavin volt modell, míg keresztapja a néhai színész, Joe Spinell. Stallone apai ágról olasz, francia, és orosz-zsidó felmenőkkel rendelkezik.
Stallone rövid ideig Starlin Wright házastársa volt, házasságukat 2008-ban nyilvánították semmissé, gyermekük nem született.

## Filmes pályafutása
Gyermekként Stallone vendégszerepelt a Gorgeous Ladies of Wrestling című műsorban nagyanyja, Jackie Stallone oldalán, aki a műsor támogatója volt.
Színészként 1990-ben debütált a Rocky V. című filmben, melyben az apja által alakított címszereplő fiát, Robert szerepét játszotta. Pár évvel később szintén apja mellett szerepelt a Daylight – Alagút a halálba című 1996-os katasztrófafilmben. Sage Stallone ezt követően alacsonyabb költségvetésű produkciókban vállalt szerepléseket.
1996-ban Stallone Bob Murawski vágóval közösen megalapította a Grindhouse Releasing nevű, Los Angeles-i székhelyű céget, mely B-kategóriás, illetve exploitation filmek helyreállításával és azok forgalmazásával foglalkozik. Stallone első rövidfilmjével, a Vic-kel elnyerte a 2006-os Boston Film Festival „Best New Filmmaker” („legjobb új filmes”) díját.
Legutolsó filmes munkái közé tartozik két kisebb szerep Vincent Gallo utolsó két filmjében, a The Agent című rövidfilmben, illetve a Promises Written in Water című játékfilmben. Mindkét filmet bemutatták a 2010-es Velencei Nemzetközi Filmfesztiválon.

## Halála
Holttestére Los Angeles Studio City nevű városrészében fekvő otthonában találtak rá 2012. július 13-án. A vizsgálatok alapján legalább három, legfeljebb pedig hét napja lehetett már halott, az azt megelőző napokban senki sem hallott felőle.
A Los Angeles County Coroner's Office 2012. augusztus 30-i közzétételében az áll, hogy Stallone szívrohamban vesztette életét, a korábbi vélekedésekkel ellentétben nem gyógyszer- vagy drogtúladagolás okozta a halálát.
A Los Angeles-i Westwood Memorial Park-ban helyezték örök nyugalomra.

## Filmográfia
| Év   | Magyar cím                  | Eredeti cím               | Szerep               | Megjegyzések                                                                  |
| ---- | --------------------------- | ------------------------- | -------------------- | ----------------------------------------------------------------------------- |
| 1990 | Rocky V.                    | Rocky V                   | ifj. Robert Balboa   | - magyar hangjai: - Simonyi Balázs (1. szinkron) - Kékesi Gábor (2. szinkron) |
| 1995 | Szellemek háza              | The Evil Inside Me        | Leo                  |                                                                               |
| 1996 | Daylight – Alagút a halálba | Daylight                  | Vincent              | magyar hangja Viczián Ottó                                                    |
| 1997 |                             | American Hero             | Price                |                                                                               |
| 2002 |                             | Reflections of Evil       | Dan August           |                                                                               |
| 2003 | Manson                      | The Manson Family         | Jay Sebring (hangja) |                                                                               |
| 2005 |                             | Chaos                     | Swan                 |                                                                               |
| 2005 |                             | Alan Yates                | önmaga               | rendező és társproducer                                                       |
| 2006 |                             | Vic                       | Doc                  | - rövidfilm - író, rendező és producer                                        |
| 2006 |                             | Moscow Zero               | Vassily              |                                                                               |
| 2007 |                             | Oliviero Rising           | Dr. Stephens         |                                                                               |
| 2010 |                             | Promises Written in Water | maffiózó             |                                                                               |
| 2010 |                             | The Agent                 | Ari Sheinwold        | rövidfilm                                                                     |
| 2015 | Creed: Apollo fia           | Creed                     | ifj. Robert Balboa   | - gyermekkori fényképe - stáblistán nem szerepel                              |

## Fordítás
- Ez a szócikk részben vagy egészben  a   Sage Stallone című angol Wikipédia-szócikk ezen változatának fordításán alapul.  Az eredeti cikk szerkesztőit annak laptörténete sorolja fel. Ez a jelzés csupán a megfogalmazás eredetét és a szerzői jogokat jelzi, nem szolgál a cikkben szereplő információk forrásmegjelöléseként.